# Iwan Sieczenow

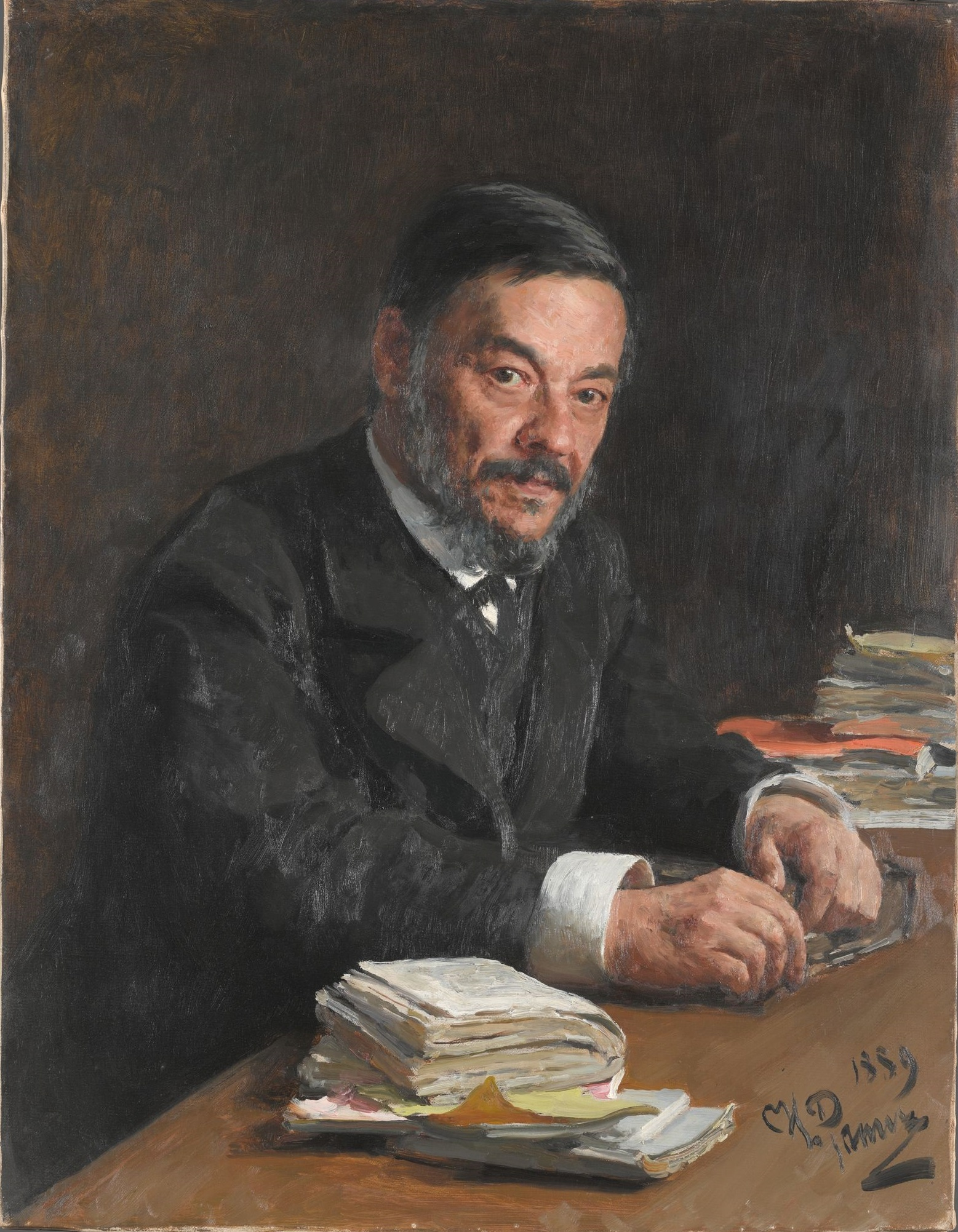
Iwan Sieczenow na obrazie Ilji Riepina (1889)

Iwan Michajłowicz Sieczenow (ros. Иван Михайлович Сеченов; ur. 1 (13) sierpnia 1829 w Tiepłyj Stan (ob. Sieczenowo), zm. 2 (15) listopada 1905 w Moskwie) – rosyjski fizjolog. Przez Iwana Pawłowa określany jako „ojciec rosyjskiej fizjologii”.

## Życiorys
Sieczenow od 1843 do 1848 studiował w Wojskowej Szkole Inżynierii w Sankt Petersburgu. Od 1848 do 1850 był wojskowym inżynierem w Kijowie. Między 1850 a 1856 studiował medycynę na Uniwersytecie Moskiewskim. Następnie, od 1856 do 1862, uczył się u Johannesa Müllera, Emila Du Bois-Reymonda, Helmholtza (w Berlinie), Felixa Hoppe-Seylera (w Lipsku), Carla Ludwiga (w Wiedniu) i Claude'a Bernarda (w Paryżu). W 1860 został profesorem w Akademii Medyczno-Chirurgicznej w St. Petersburgu. W 1870 zrezygnował z posady w proteście przeciwko zwolnieniu Ilji Miecznikowa. Następnie prowadził badania w laboratorium Mendelejewa. W 1871 otrzymał katedrę na Uniwersytecie w Nowosybirsku. W 1876 został ponownie profesorem w St. Petersburgu, a w 1891 w Moskwie.

## Dorobek naukowy
W 1863 roku Sieczenow opublikował pracę "Odruchy mózgu" (w formie książkowej pojawiła się w 1866 roku), która wywołała liczne kontrowersje. Twierdził w niej, że wszystkie ruchy, w tym ruchy uważane za świadome (wolicjonalne) są jedynie automatycznymi odruchami; mózg wykazuje znacznie więcej odruchów niż rdzeń kręgowy, ale ich natura jest taka sama. Wszystkie świadome i nieświadome działania są jedynie odruchami, rozpoczynającymi się od zmysłowej stymulacji, wywołującymi w mózgu reakcje i kończącymi się działaniami (ruchami). Przy ustalonych bodźcach i stanie wewnętrznym proces ten przebiega w deterministyczny, jednoznacznie określony sposób. Życie psychiczne jest więc pochodną stymulacji zmysłów.
Takie twierdzenia przyciągnęły uwagę Komitetu Cenzorów St. Petersburga, który oskarżył Sieczenowa o propagowanie materializmu i podkopywanie moralności chrześcijańskiej, zaprzeczanie wolnej woli, a więc osobistej odpowiedzialności. Komitet wystosował pismo do Prokuratora Generalnego Petersburga domagając się zniszczenia książki i ukarania autora. Decyzja wydana została dopiero po roku: Prokurator Generalny uznał, że książka nie kwestionuje nieśmiertelności duszy ani nie nawołuje do niemoralnych zachowań, powinna być dyskutowana w kręgach naukowych a nadawanie rozgłosu całej sprawie spowoduje jedynie tyle, że specjalistyczna książka stanie się powszechnie znana. Sieczenow powiedział podobno, że gdyby go wezwano do sądu, pokazał by rezultaty swoich eksperymentów na żabach i poprosił by alternatywne wyjaśnienie.